# Comtat de Washington (Minnesota)
El Comtat de Washington és un comtat establert el 1849 a l'estat de Minnesota. Segons el Cens del 2000 tenia 201.130. La seva seu del comtat és Stillwater.

## Història
El Comtat de Washington va ser un dels primers nou comtats creats quan es va organitzar el Territori de Minnesota el 1849. El comtat es va establir oficialment el 27 d'octubre de 1849, anomenat en honor de George Washington.

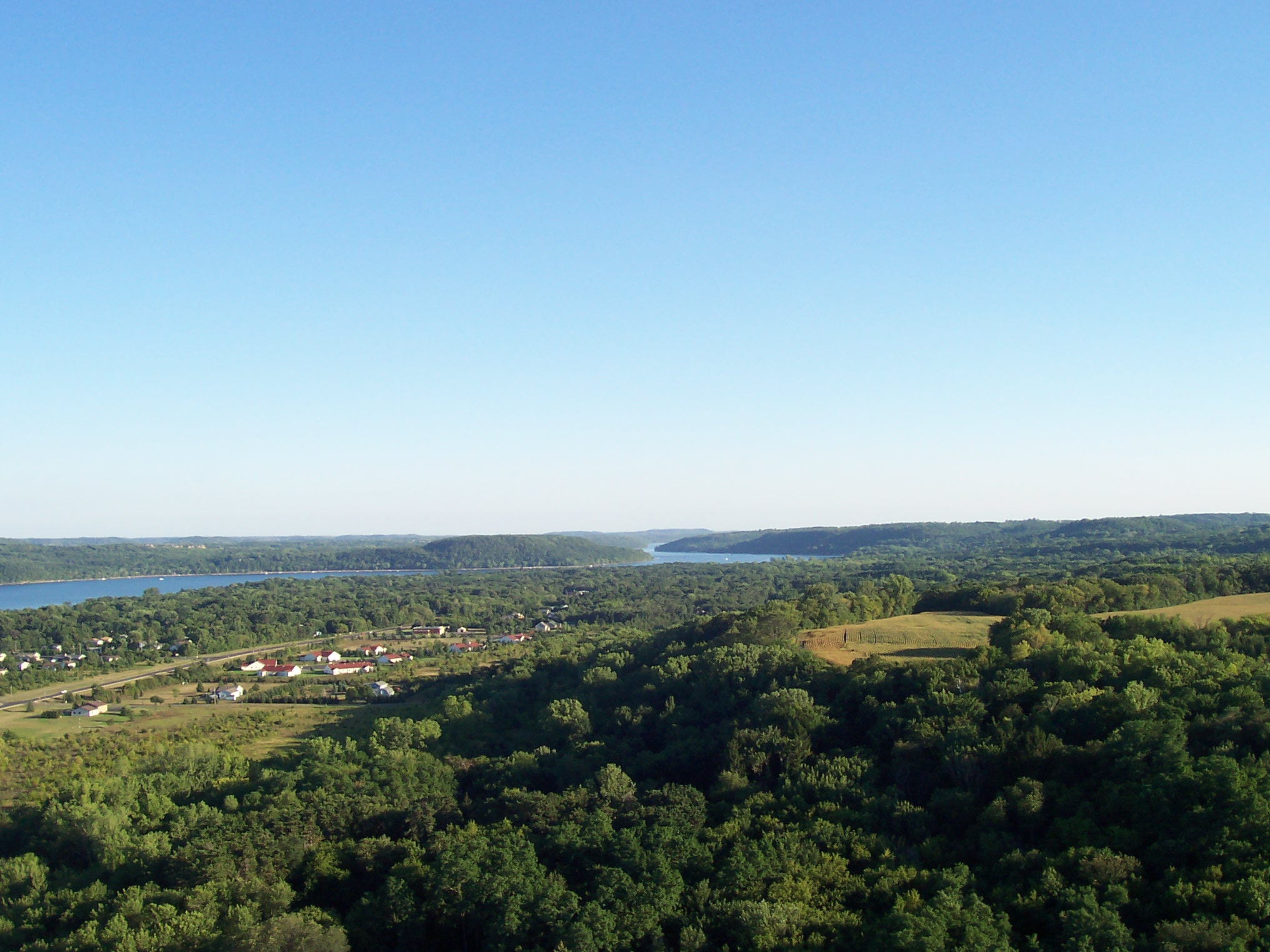
Vista del poble d'Afton des de la vall de St. Croix River

 Els primers desenvolupaments de l'àrea van ser a prop de St. Croix River, el qual forma la frontera est del comtat. El riu no només era important com a forma de transportació amb barques, ja que també ajudava per transportar troncs d'arbres avall. L'àrea era densament poblada per vegetació i això va ajudar els primers habitants econòmicament gràcies a la indústria de troncs d'arbres.
El primer poble que es va fundar va ser un poble anomenat Dacotah, i estava localitzat el 1838 a on seria ara Stillwater, on el rierol de Brown's Creek fluïa cap al riu de St. Croix River. El nom del rieral ve del nom del fundador de Dacotah, Joseph Renshaw Brown. Però, una serradora va ser construïda a Marine on St. Croix el 1839, i una altra va ser construïda a on és ara Stillwater el 1844. L'èxit d'aquestes van portar els colonitzadors de Dacotah cap a Stillwater i així es va convertir Stillwater en seu del comtat el 1846.
Després de convertir-se oficialment Minnesota en el Territori de Minnesota, la població va seguir augmentant, amb el primer sheriff del Comtat de Washington, nomenat pel Governador Alexander Ramsey el 1849, i el districte del comtat d'escoles fundat el 1850.
Després que els boscos fossin talats, l'economia del Comtat de Washington es va convertir agrícola. Amb el creixement de població del Comtat de Ramsey veí i la ciutat de St. Paul, algunes parts del comtat es van desenvolupar a ser turístiques i recreatives. Als finals del segle xx, la població va augmentar a conseqüència de l'expansió de les zones suburbanes de St. Paul.

## Geografia
Segons l'Oficina del Cens dels Estats Units, el comtat tenia una àrea total de 1.096 km², dels quals 1.014 km² eren terra i 81 km² (7,43%) eren aigua.

### Autovies principals
| - Interestatal 35 - Interestatal 94 - Interestatal 494 - Interestatal 694 - U.S. Route 8 - U.S. Route 10 - U.S. Route 12 - U.S. Route 61 | - Minnesota State Highway 5 - Minnesota State Highway 36 - Minnesota State Highway 95 - Minnesota State Highway 96 - Minnesota State Highway 97 - Minnesota State Highway 120 - Minnesota State Highway 244 |

### Comtats adjacents
|  |  |  |
|  |  |  |
|  |  |  |

### Àrees naturals protegides
- Mississippi National River and Recreation Area (parcialment)
- Saint Croix National Scenic Riverway (parcialment)

## Demografia
Segons el cens del 2000, hi havia 201.130 persones, 71.462 llars, i 54.668 famílies residint al comtat. La densitat de població era de 198 persones per quilòmetre quadrat. Hi havia 73.635 cases en una densitat de 73 per quilòmetre quadrat. La distribució racial del comtat era d'un 93,63% blancs, un 1,83% negres o afroamericans, un 0,39% amerindis nord-americans, un 2,14% asiàtics, 0,03% pacífics insulars, 0,60% d'altres races, i un 1,37% de dos o més races. Un 1,94% de la població eren hispànics o llatinoamericans de qualssevol raça. Un 32,7% eren d'ancestria alemanya, un 11,1% d'ancestria noruega, un 9,8% d'ancestria irlandesa i un 7,5% d'ancestria sueca.
Hi havia 73.462 llars dels quals un 41,60% tenien menors d'edat vivint amb ells, un 64,80% eren parelles casades vivint juntes, un 8,50% tenien una dona com a cap de família sense cap marit present, i un 23,50% no eren famílies. Un 18,70% de totes les llars estaven formades per individuals i un 5,40% tenien una persona d'edat 65 o més visquent-hi sol o sola. De mitjana, hi havia 2,77 persones per llar i 3,19 persones per família.
Al comtat la població estava repartida en un 29,40% menors d'edat, un 6,80% d'edat 18 a 24, un 32,90% d'edat 25 a 44, un 23,20% d'edat 45 a 64, i un 7,60% tenien edat 65 o més. La mitjana d'edat era de 35 anys. Per cada 100 dones hi havia 98,80 homes. Per cada 100 dones d'edat 18 o més hi havia 96,80 homes.
Els ingressos mitjans per una llar era de 66.305$, i els ingressos mitjans per família eren de 74.576 $ (aquestes figures van pujar a 78.067 $ i 90.867 $ respectivament segons una estimació del 2007). Els homes tenien un ingrés de mitjana de 49.815 $ mentre que les dones en tenien de 33.804 $. La renda per capita del comtat era de 28.148 $. Un 2,00% de la famílies i un 2,90% de la població vivien sota el llindar de la pobresa, incloent-hi un 3,50 dels quals eren menors d'edat i un 4,10% d'edat 65 o més.

## Comunitats
| Ciutats | Ciutats | Townships                                                                  | Pobles fantasma         |
| --- | --- | -------------------------------------------------------------------------- | ----------------------- |
| - Afton - Bayport - Birchwood Village - Cottage Grove - Dellwood - Forest Lake - Grant - Hastings † - Hugo - Lake Elmo - Lake St. Croix Beach - Lakeland Shores - Lakeland - Landfall | - Mahtomedi - Marine on St. Croix - Newport - Oak Park Heights - Oakdale - Pine Springs - Scandia - St. Marys Point - St. Paul Park - Stillwater - Willernie - White Bear Lake † | - Baytown - Denmark - Grey Cloud Island - May - Stillwater - West Lakeland | - Garen - Point Douglas |

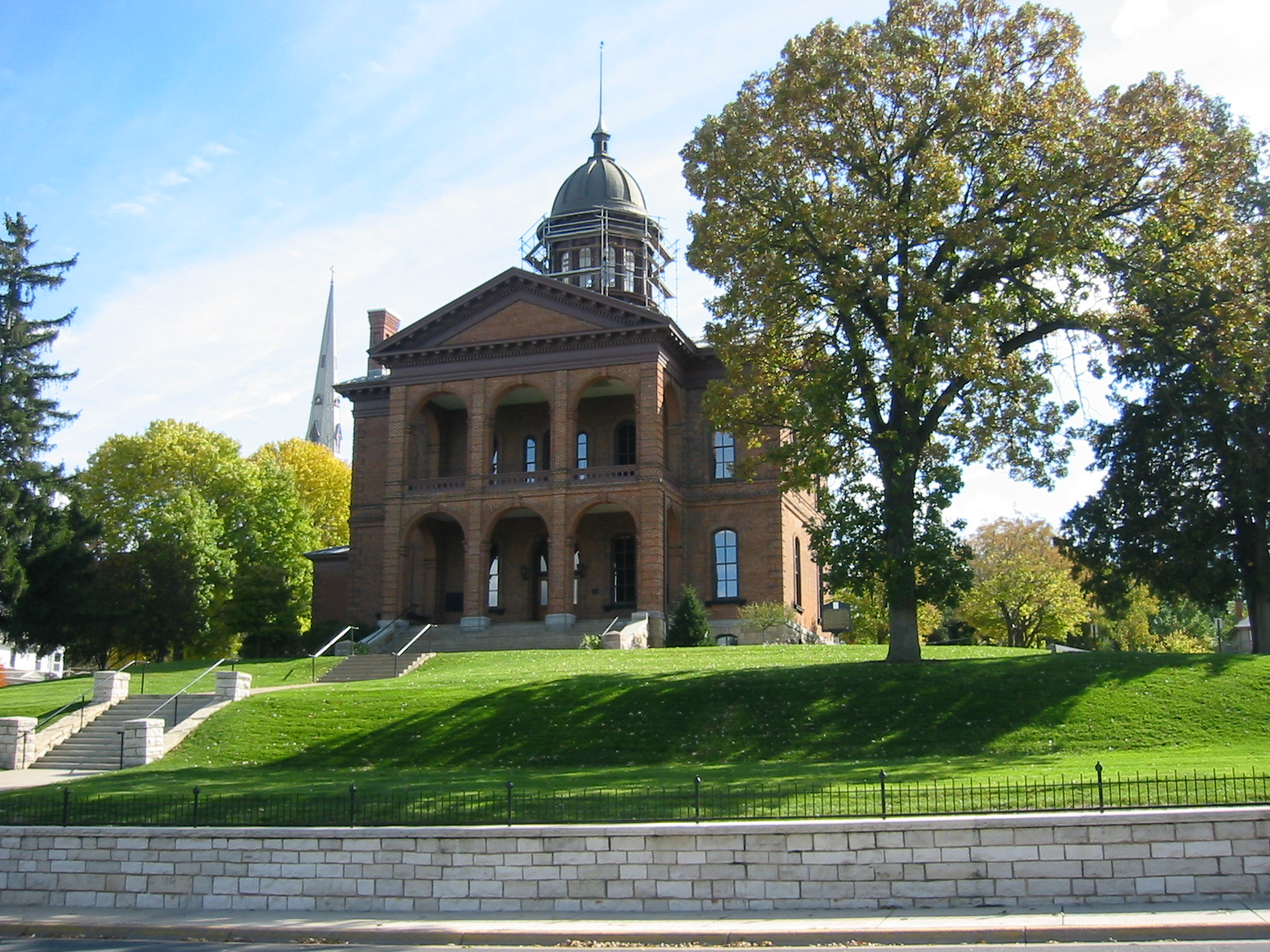
Palau de Justícia del Comtat de Washington

† Aquesta població forma parts de dos comtats